# Ordynacja kurukowska
Ordynacja kurukowska, ugoda kurukowska – ugoda podpisana 6 listopada 1625 nad Jeziorem Kurukowskim na obszarze współczesnego Krzemieńczuka, pomiędzy hetmanem polnym koronnym Stanisławem Koniecpolskim a hetmanem kozackim Michałem Doroszenką kończąca powstanie Żmajły.

## Tło
Na przełomie 1623 i 1624 Kozacy zaporoscy ingerowali w wewnętrzne sprawy Chanatu Krymskiego, gdzie trwała wojna o tron pomiędzy braćmi Mehmed-Gerejem i Szahin-Gerejem. Gdy wiosną 1625 sułtan Murad IV podjął próbę pozbawienia władzy obu braci, obaj zwrócili się o pomoc do Kozaków. Już wiosną Kozacy uderzyli na Kaffę, a w lecie, kiedy flota turecka ruszyła na Krym, trzykrotnie zaatakowali okolice Konstantynopola.
Na żądanie króla polskiego Zygmunta III Wazy zaprzestania wypraw, Kozacy odparli, że wiedzą o ugodzie króla z sułtanem, ale Kozacy z sułtanem ugody nie zawierali. Dodatkowo Kozacy – nie chcąc podporządkować się postanowieniom unii brzeskiej – rozpoczęli tajne pertraktacje z carem Rosji Michałem I Romanowem.

## Powstanie Żmajły
W połowie września 1625 wojska koronne w sile 8 tysięcy żołnierzy wyruszyły na Ukrainę, i w połowie października dotarły pod Czerkasy. Na wieść o ich marszu, z Zaporoża naprzeciw nim wyruszyli Kozacy pod dowództwem hetmana Marka Żmajły.
Po bezskutecznych próbach negocjacji, i kilku nie rozstrzygających potyczkach, Koniecpolski ponownie zaproponował zawieszenie broni. Kozacy złożyli przysięgę, a hetman Koniecpolski wydał ucztę dla starszyzny kozackiej. Ponieważ Żmajło był cały czas przeciwny ugodzie z Polakami, został usunięty z funkcji hetmana, a na jego miejsce Kozacy wybrali Michała Doroszenkę.

## Ordynacja
Doroszenko wyraził zgodę na podpisanie ugody. W myśl jej postanowień Kozacy zobowiązali się do spalenia swoich czajek, zaprzestania wypraw morskich, nieutrzymywania stosunków z obcymi państwami, oraz niewtrącania się w sprawy władz miejskich i zamkowych. Rejestr kozacki ograniczono do 6 tysięcy, wyznaczając Kozakom żołd 60 000 złotych polskich. Kozakom, którzy zostali wypisani z rejestru, zagwarantowano zachowanie praw kozackich, lecz musieli przenieść się do jednej z 6 królewszczyzn, które zostały siedzibami 6 pułków kozackich: czerkaskiego, kaniowskiego, korsuńskiego, czehryńskiego i białocerkiewskiego na Prawobrzeżu, oraz perejasławskiego na Lewobrzeżu.
Kozakom zagwarantowano prawo do wyboru własnego hetmana, z tym że musiał być on później zatwierdzony przez króla Polski.
Ordynację zatwierdził Sejm w początkach 1626 obradujący w Warszawie, obecna była na nim delegacja Kozaków.